# Calanches de Piana
Calanches de Piana (corso: E Calanche di Piana, em singular, calanca) é uma formação geológica em forma de vale profundo com lados inclinados, sendo parte submerso pela água, como se fosse um fiorde mediterrânico. Situado na costa oeste da Córsega, em Piana, entre Ajaccio e Calvi, no Golfo de Porto. Faz parte da lista de Património Mundial da UNESCO desde 1983.
A estrada que atravessa este lugar situa-se em Piana. Trata-se de uma estrada sinuosa que passa através de rochas coloridas que parecem ter sido cortadas por machados. Estas formações rochosas estão perfuradas por cavidades, os taffoni, devido à acção das variações de temperatura e humidade, associadas à brisa do Mar Mediterrâneo e aos ventos fortes.
Desde a estrada, a vista é suficientemente ampla para se admirar o mar coroado por altos recifes, como ocorre na maior parte da costa leste da ilha.
É impossível chegar ao mar de Calanques de Piana pela estrada.

## Galeria

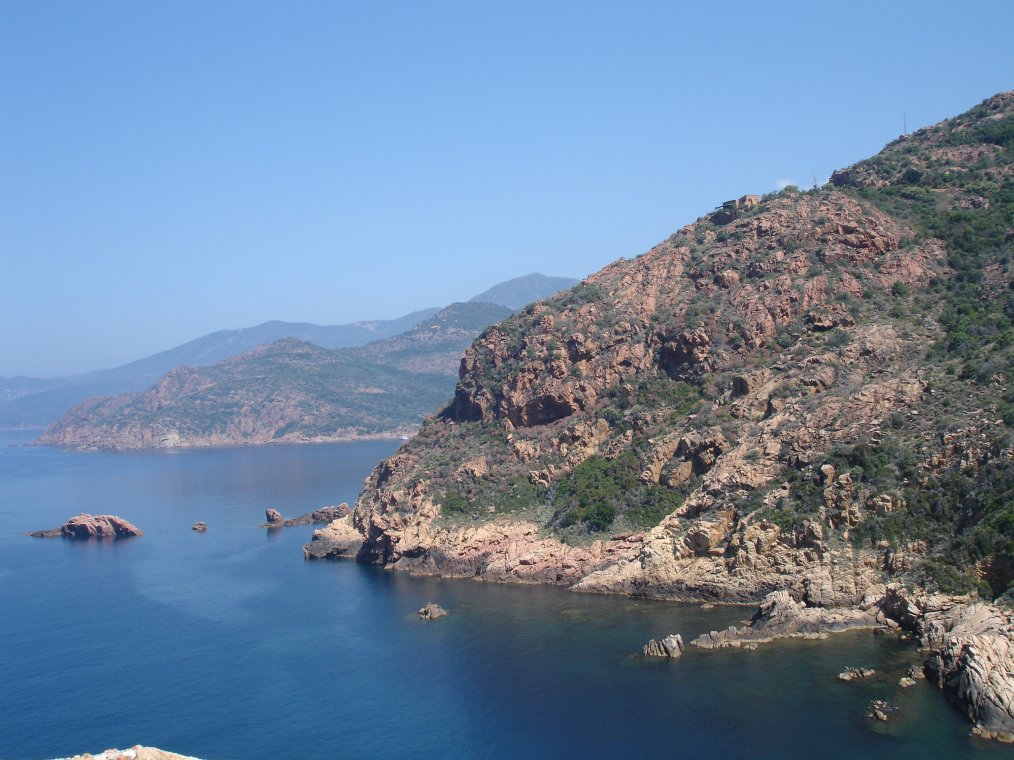
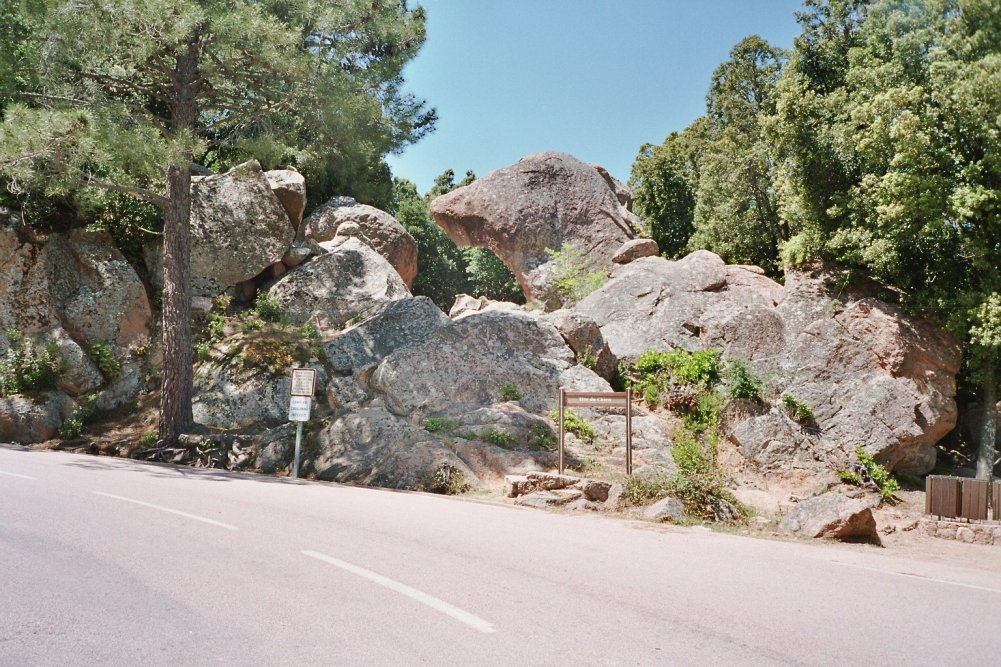
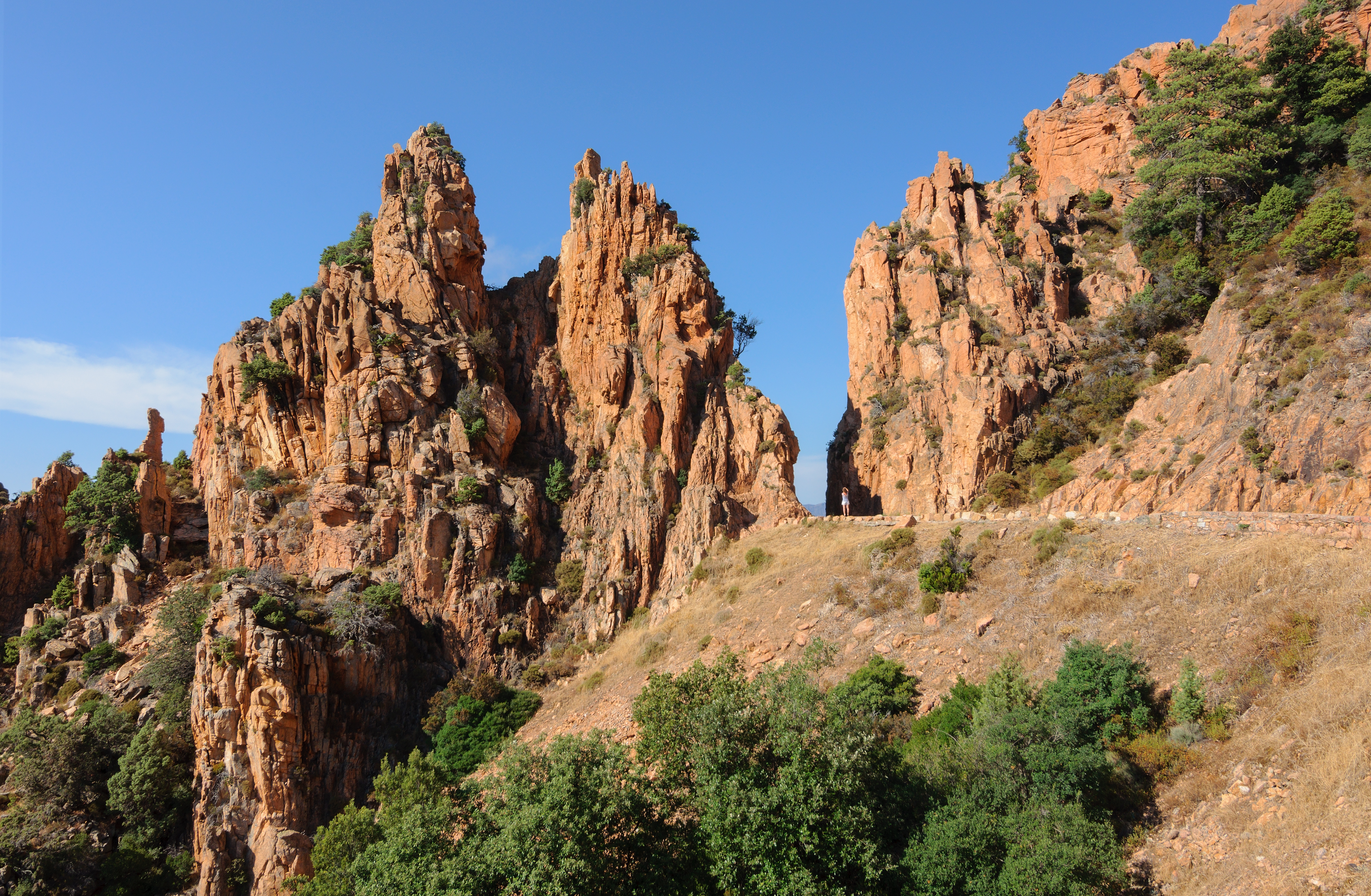
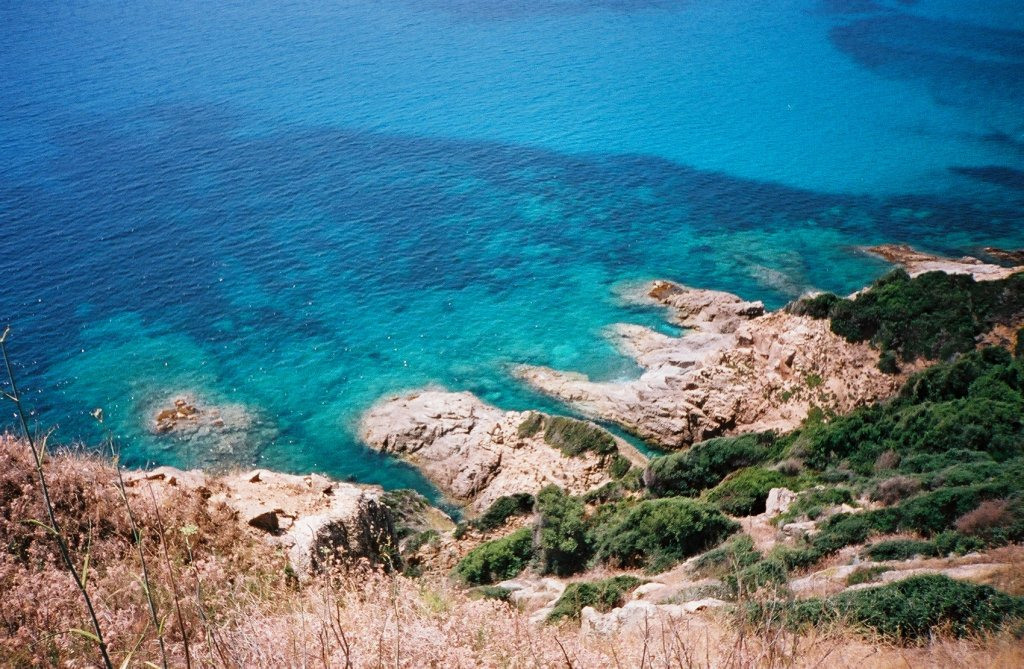